# Cosmoconus elongator
Cosmoconus elongator är en stekelart som först beskrevs av Fabricius 1775.  Cosmoconus elongator ingår i släktet Cosmoconus och familjen brokparasitsteklar. Arten är reproducerande i Sverige. Inga underarter finns listade i Catalogue of Life.